# Мёлау
Мёлау (нем. Möhlau) — коммуна в Германии, районный центр, расположен в земле Саксония-Анхальт.Деревнейший и бывший муниципалитет в Виттенберге округ в Саксония-Анхальт , Германия .  
Входит в состав района Виттенберг. Подчиняется управлению Тор цур Дюбенер Хайде.  Население составляет 2020 человек (на 31 декабря 2006 года). Занимает площадь 24,77 км². Официальный код  —  15 1 71 044.
Коммуна подразделяется на 4 сельских округа.

## География
Община находится на южной окраине района Виттенберг, примерно в 9 км к западу от бывшего районного центра Грефенхайнихен и примерно в 18 км к юго-востоку от Дессау , прямо на граница с Саксонией .

## Геология
Муниципальный район сильно отмечен бурым углем открытой добычей . Большинство старых ям были затоплены с момента их закрытия и теперь используются как пруды для купания.

## Подразделения
Möhlau состоит из подразделений Golpa, Rothehaus, Großmöhlau и Kleinmöhlau.

## История
Говорят, что первоначально Мёлау был заселен славянами . Первое документальное упоминание о нем произошло 12 декабря 1200 г., когда была освящена церковь в Верлице , примерно в 25 км.